# AMD Radeon serie 600
La serie Radeon 600 è una serie di schede video sviluppata da AMD.
Le schede di questa serie sono rebranding per computer desktop e dispositivi mobili delle schede Polaris della precedente generazione, disponibili solo per gli OEM.

## Prodotti
| Modello              | Rilascio   | Nome in Codice | Architettura e Fabbricazione | Transistors (milioni) | Dimensione Die (mm²) | Configurazione Core | Clock (Mhz) | Clock (Mhz) | Memoria | Memoria | Memoria          | Memoria         | Fillrate     | Fillrate       | Potenza di Elaborazione (GFLOPS) | Potenza di Elaborazione (GFLOPS) | TDP (Watt) |
| Modello              | Rilascio   | Nome in Codice | Architettura e Fabbricazione | Transistors (milioni) | Dimensione Die (mm²) | Configurazione Core | Base        | Boost       | GB      | Tipo    | Bandwidth (GB/s) | Velocità (GBPS) | Pixel (GP/s) | Texture (GT/s) | Precisione Singola               | Precisione Doppia                | TDP (Watt) |
| -------------------- | ---------- | -------------- | ---------------------------- | --------------------- | -------------------- | ------------------- | ----------- | ----------- | ------- | ------- | ---------------- | --------------- | ------------ | -------------- | -------------------------------- | -------------------------------- | ---------- |
| Radeon 610 Mobile    | 23/05/2019 | Banks          | GCN 1.0 TSMC 28nm            | 690                   | 56                   | 320:20:8:5          | 1030        | 1030        | 2       | GDDR5   | 32.0             | 4               | 8.2          | 20.6           | 659                              | 41.2                             | 50         |
| Radeon 620 Mobile    | 13/05/2019 | Polaris 24     | GCN 3.0 TSMC 28nm            | 1550                  | 125                  | 384:24:8:6          | 730         | 1024        | 2       | DDR3    | 14.4             | 1.8             | 8.1          | 24.5           | 786                              | 49.1                             | 50         |
| Radeon 625 Mobile    | 13/05/2019 | Polaris 24     | GCN 3.0 TSMC 28nm            | 1550                  | 125                  | 384:24:8:6          | 730         | 1024        | 2       | DDR3    | 14.4             | 1.8             | 8.1          | 24.5           | 786                              | 49.1                             | 50         |
| Radeon 630 Mobile    | 13/05/2019 | Polaris 23     | GCN 4.0 GlobalFoundries 14nm | 2200                  | 103                  | 512:32:16:8         | 1082        | 1211        | 2       | GDDR5   | 96.0             | 6               | 19.3         | 38.7           | 1240                             | 77.5                             | 50         |
| Radeon RX 640 Mobile | 13/05/2019 | Polaris 23     | GCN 4.0 GlobalFoundries 14nm | 2200                  | 103                  | 640:40:16:10        | 1082        | 1218        | 2       | GDDR5   | 48.0             | 6               | 19.4         | 48.7           | 1559                             | 97.4                             | 50         |

### Annotazioni
1. ↑  Shading Units:TMUs:ROPs:Compute Units

### Fonti
1. ↑  (EN) Darren Allan published, AMD Radeon RX 600 GPUs revealed – a tiny spec bump for pre-built PCs, su TechRadar, 13 agosto 2019. URL consultato il 17 ottobre 2024.
2. ↑   amd.com,  https://www.amd.com/en/products/graphics/radeon-610.
3. ↑   techpowerup.com,  https://www.techpowerup.com/gpu-specs/radeon-610-mobile.c3423.
4. ↑   amd.com,  https://www.amd.com/en/products/graphics/radeon-620.
5. ↑   techpowerup.com,  https://www.techpowerup.com/gpu-specs/radeon-620-mobile.c3421.
6. ↑   amd.com,  https://www.amd.com/en/products/graphics/radeon-625.
7. ↑   techpowerup.com,  https://www.techpowerup.com/gpu-specs/radeon-625-mobile.c3422.
8. ↑   amd.com,  https://www.amd.com/en/products/graphics/radeon-630.
9. ↑   techpowerup.com,  https://www.techpowerup.com/gpu-specs/radeon-630-mobile.c3414.
10. ↑   amd.com,  https://www.amd.com/en/products/graphics/radeon-rx-640.
11. ↑   techpowerup.com,  https://www.techpowerup.com/gpu-specs/radeon-rx-640-mobile.c3413.